# Jan Hoebeeck
Jan Hoebeeck (Aalst, 8 januari 1958) is een gewezen Belgische voetballer. Hij speelde voor onder meer KSK Beveren en KSV Waregem.

## Carrière
Jan Hoebeeck begon te voetballen bij de jeugd van KRC Haaltert. Daar werd de verdediger, die ook op het middenveld uit de voeten kon, ontdekt door RSC Anderlecht. Hoebeeck maakte de overstap naar Brussel, waar hij tijdens het seizoen 1975/76 voor het eerst aan spelen toekwam. Van de Nederlandse coach Hans Croon mocht hij vier keer meespelen in de competitie. Anderlecht won dat jaar de Beker van België, de Europacup II en de Europese Supercup.
Ook een seizoen later bleef Hoebeeck in Anderlecht, waar ondertussen Raymond Goethals de nieuwe trainer was. Onder Goethals kwam hij niet meer in het eerste elftal. Op het einde van het seizoen zocht de verdediger dan ook andere oorden op. Hij verkaste naar KSK Beveren, waar trainer Urbain Braems aan de slag was. Hoebeeck maakte bij Beveren deel uit van een sterke generatie bestaande uit onder meer Jean-Marie Pfaff, Wim Hofkens, Jean Janssens en Heinz Schönberger. De Waaslanders wonnen in 1978 de Beker en werden een jaar later landskampioen.
In 1980 verhuisde Hoebeeck naar KSV Waregem, waar zijn oud-trainer Hans Croon de leiding had. Opnieuw kwam Aalstenaar terecht in een sterke lichting. Spelers als Philippe Desmet, Danny Veyt en Wim De Coninck maakten in die periode het mooie weer bij Waregem. In 1982 bereikte de club de finale van de Beker. Maar daarin werd verloren van Waterschei. Ondanks de verloren Bekerfinale mocht Waregem later dat jaar met Standard Luik strijden om de Supercup. Waregem won verrassend met 2-3 en won zo de eerste en enige Supercup uit de geschiedenis van de club. Essevee zette de opmars ook in de competitie verder. Tijdens het seizoen 1984/85 werd Waregem vierde in het eindklassement.
Nadien belandde de 27-jarige Hoebeeck bij tweedeklasser Eendracht Aalst, waar hij nog twee seizoenen verbleef. Later speelde hij ook nog voor KSV Roeselare.